# Castelo Taymouth

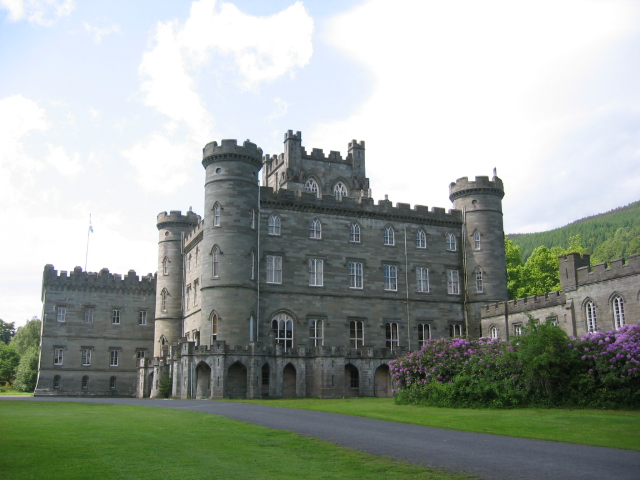
Castelo Taymouth, Escócia.

O Castelo Taymouth (em inglês:  Taymouth Castle) é um castelo localizado em Kenmore, Perth and Kinross, Escócia.

## História
O Castelo Taymouth está localizado no mesmo lugar do anterior castelo lá existente, o Castelo Balloch que foi construído em cerca de 1550 por Sir Colin Campbell, foi remodelado em cerca de 1733 por William Adam, que acrescentou os dois blocos laterais ligados ao bloco principal. O bloco central está datado de 1806-10.
O castelo foi visitado pela Rainha Vitória em 1842.
Durante a Segunda Guerra Mundial, a área envolvente foi ocupada por soldados Polacos, que construíram algumas instalações de apoio e que ainda hoje se mantêm.
Encontra-se classificado na categoria "A" do "listed building" desde 5 de outubro de 1971.

## Estrutura
O castelo é tipicamente neo-gótico feito principalmente de silhar, tendo o bloco principal 4 pisos, rodeado de torres com 5 pisos.